# Albrecht I van Brunswijk
Albrecht I van Brunswijk bijgenaamd de Lange (circa 1236 - 15 augustus 1279) was van 1252 tot 1269 hertog van Brunswijk-Lüneburg en daarna van 1269 tot aan zijn dood hertog van Brunswijk-Wolfenbüttel. Hij behoorde tot het huis Welfen.

## Levensloop
Albrecht was de oudst overlevende zoon van hertog Otto I van Brunswijk-Lüneburg en diens echtgenote Mechtildis, dochter van markgraaf Albrecht II van Brandenburg.
Na de dood van zijn vader in 1252 erfde Albrecht samen met zijn jongere broer Johan I het hertogdom Brunswijk-Lüneburg, dat ze gezamenlijk bestuurden. 
In het begin van zijn bewind moest Albrecht meerdere gewapende conflicten voeren tegen de aanhangers van de uitgestorven Hohenstaufen-dynastie in zijn grondgebied. In 1260/1261 streden de troepen van Albrecht dan weer aan de kant van de minderjarige koning Erik V van Denemarken en diens moeder Margaretha Sambiria in de oorlog tegen hertog Erik I van Sleeswijk. In 1263 kwam hij eveneens tussen in de oorlog rond de erfopvolging in het landgraafschap Thüringen, waarbij Albrecht de belangen van zijn schoonmoeder Sofia van Thüringen verdedigde.
Op 31 mei 1267 kwamen Albrecht en zijn broer Johan overeen om hun gezamenlijke domeinen onderling te verdelen. In 1269 vond deze verdeling plaats: Albrecht kreeg het hertogdom Brunswijk-Wolfenbüttel en Johan behield de overgebleven gebieden van het hertogdom Brunswijk-Lüneburg.
Vervolgens hield Albrecht zich bezig met de ontwikkeling van zijn grondgebied. Tijdens het Interregnum in het Heilige Roomse Rijk steunde hij de machtige koning Ottokar II van Bohemen tot diens definitieve nederlaag bij de slag bij Dürnkrut en Jedenspeigen in 1278. Na het overlijden van zijn broer Johan in 1277, werd Albrecht eveneens regent voor zijn minderjarige neef Otto II.
In augustus 1279 overleed Albrecht. Hij werd begraven in de Dom van Brunswijk.

## Huwelijk en nakomelingen
In 1254 huwde Albrecht met Elisabeth van Brabant (1243-1261), dochter van hertog Hendrik II van Brabant. Hun huwelijk bleef kinderloos.
In 1263 hertrouwde hij met Alessia (1242-1284/1285), dochter van markgraaf Bonifatius II van Monferrato. Ze kregen volgende kinderen:
- Hendrik I (1267-1322), hertog van Brunswijk-Grubenhagen
- Albrecht II (1268-1318), hertog van Brunswijk-Göttingen en Brunswijk-Wolfenbüttel
- Willem I (1270-1292), hertog van Brunswijk-Wolfenbüttel
- Otto (overleden rond 1346), geestelijke
- Mathilde (1276-1318), huwde in 1291 met hertog Hendrik III van Glogau
- Luther (overleden in 1335), grootmeester van de Duitse Orde
- Koenraad (overleden rond 1303), geestelijke

## Voorouders
| Voorouders van Albrecht I van Brunswijk (1236-1279) | Voorouders van Albrecht I van Brunswijk (1236-1279)                      | Voorouders van Albrecht I van Brunswijk (1236-1279)                      | Voorouders van Albrecht I van Brunswijk (1236-1279)                      | Voorouders van Albrecht I van Brunswijk (1236-1279)                      | Voorouders van Albrecht I van Brunswijk (1236-1279)                                 | Voorouders van Albrecht I van Brunswijk (1236-1279)                                 | Voorouders van Albrecht I van Brunswijk (1236-1279)                                 | Voorouders van Albrecht I van Brunswijk (1236-1279)                                 |
| --------------------------------------------------- | ------------------------------------------------------------------------ | ------------------------------------------------------------------------ | ------------------------------------------------------------------------ | ------------------------------------------------------------------------ | ----------------------------------------------------------------------------------- | ----------------------------------------------------------------------------------- | ----------------------------------------------------------------------------------- | ----------------------------------------------------------------------------------- |
| Overgrootouders                                     | Hendrik de Leeuw (1129/30-1195) ∞ Mathilde Plantagenet (1156-1189)       | Hendrik de Leeuw (1129/30-1195) ∞ Mathilde Plantagenet (1156-1189)       | Waldemar I van Denemarken (1131-1182) ∞ Sophia van Minsk (1141-1198)     | Waldemar I van Denemarken (1131-1182) ∞ Sophia van Minsk (1141-1198)     | Otto I van Brandenburg (1127-1184) ∞ Adelheid (-)                                   | Otto I van Brandenburg (1127-1184) ∞ Adelheid (-)                                   | Koenraad II van Lausitz (1159-1210) ∞ Elisabeth van Polen (1152-1209)               | Koenraad II van Lausitz (1159-1210) ∞ Elisabeth van Polen (1152-1209)               |
| Grootouders                                         | Willem van Lüneburg (1184-1213) ∞ 1202 Helena van Denemarken (1180–1233) | Willem van Lüneburg (1184-1213) ∞ 1202 Helena van Denemarken (1180–1233) | Willem van Lüneburg (1184-1213) ∞ 1202 Helena van Denemarken (1180–1233) | Willem van Lüneburg (1184-1213) ∞ 1202 Helena van Denemarken (1180–1233) | Albrecht II van Brandenburg (1175-1220) ∞ 1205 Mathilde van de Lausnitz (1185-1255) | Albrecht II van Brandenburg (1175-1220) ∞ 1205 Mathilde van de Lausnitz (1185-1255) | Albrecht II van Brandenburg (1175-1220) ∞ 1205 Mathilde van de Lausnitz (1185-1255) | Albrecht II van Brandenburg (1175-1220) ∞ 1205 Mathilde van de Lausnitz (1185-1255) |
| Ouders                                              | Otto het Kind (1204-1252) ∞ 1228 Machteld van Brandenburg (1210-1261)    | Otto het Kind (1204-1252) ∞ 1228 Machteld van Brandenburg (1210-1261)    | Otto het Kind (1204-1252) ∞ 1228 Machteld van Brandenburg (1210-1261)    | Otto het Kind (1204-1252) ∞ 1228 Machteld van Brandenburg (1210-1261)    | Otto het Kind (1204-1252) ∞ 1228 Machteld van Brandenburg (1210-1261)               | Otto het Kind (1204-1252) ∞ 1228 Machteld van Brandenburg (1210-1261)               | Otto het Kind (1204-1252) ∞ 1228 Machteld van Brandenburg (1210-1261)               | Otto het Kind (1204-1252) ∞ 1228 Machteld van Brandenburg (1210-1261)               |